# Amateurliga Rheinland
La Amateurliga Rheinland fue la liga de fútbol más importante de la región de Renania y una de las ligas que conformaron la tercera división de fútbol de Alemania desde su creación en 1952 hasta su desaparición en 1978.

## Historia
La liga fue creada en 1952 y organizada por la Asociación de Fútbol de Renenia. En ella participaban los equipos ubicados en la parte norte del estado de Renania-Palatinado y el campeón no lograba el ascenso directo a la 2. Oberliga Süd sino que enfrentaba a los ganadores de la Amateurliga Saarland y Amateurliga Südwest en un playoff para definir al ascendido de la zona.
Al principio la liga coontó con la participación de 16 equipos y en 1956 la liga fue dividida en dos grupos (este y oeste) de 12 equipos cada uno, pero la idea de dos grupos fue revertida en 1963 cuando fue creada la Bundesliga de Alemania.
La liga desapareció en 1978 cuando fue creada la Oberliga Südwest como la nueva primera división de la región, con la diferencia de que la nueva liga sí otorgaba el ascenso directo a la 2. Bundesliga Süd. Basados en la última temporada los primeros cinco lugares fueron aceptados en la Oberliga Südwest, los siguientes 10 equipos pasaron a jugar en la recién creada Verbandsliga Rheinland y el último lugar pasó a la Bezirksliga.

## Equipos Fundadores
Estos fueron los 16 equipos que participaron en la primera temporada de la liga en 1952/53:
| - SpVgg Bendorf - FC Urbar - VfL Trier - SpVgg Neuwied - SC Wirges - SV Niederlahnstein - SV Ehrang - Germania Mudersbach | - TuS Konz - SSV Heimbach-Weis - SpVgg Zewen - VfB Lützel - SV Remagen - TuS Mayen - SV Trier-West - SG Betzdorf |

## Desaparición de la Liga
Al finalizar la temporada de 1977/78 la distribución de los equipos fue la siguiente:
Admitidos en la nueva Oberliga:
- TuS Neuendorf
- FSV Salmrohr
- SpVgg EGC Wirges
- Sportfreunde Eisbachtal
- SV Ellingen

Descendidos a la nueva Verbandsliga:
- SV Leiwen
- VfL Neuwied
- SV Remagen
- SC Bad Neuenahr
- FC Bitburg
- TuS Mayen
- Alemannia Plaidt
- VfB Wissen
- SC Sinzig
- TuS Hahnstetten

Descendido a la Bezirksliga:
- Eintracht Höhr

## Ediciones anteriores
| Temporada | Club                    |
| 1952–53   | SpVgg Bendorf           |
| 1953–54   | VfL Trier               |
| 1954–55   | VfL Trier               |
| 1955–56   | SV Niederlahnstein      |
| 1956–57   | FC Germania Metternich  |
| 1957–58   | Spfr. Herdorf           |
| 1958–59   | FC Germania Metternich  |
| 1959–60   | FC Germania Metternich  |
| 1960–61   | SV Ehrang               |
| 1961–62   | VfB Wissen              |
| 1962–63   | VfL Neuwied             |
| 1963–64   | FC Germania Metternich  |
| 1964–65   | SpVgg Bendorf           |
| 1965–66   | FC Germania Metternich  |
| 1966–67   | SSV Mülheim             |
| 1967–68   | SC Sinzig               |
| 1968–69   | SSV Mülheim             |
| 1969–70   | VfL Neuwied             |
| 1970–71   | SpVgg Andernach         |
| 1971–72   | Sportfreunde Eisbachtal |
| 1972–73   | SpVgg Andernach         |
| 1973–74   | SV Leiwen               |
| 1974–75   | Eintracht Trier         |
| 1975–76   | Eintracht Trier         |
| 1976–77   | TuS Neuendorf           |
| 1977–78   | TuS Neuendorf           |

Fuente:«Alle Rheinlandmeister». Rhineland football association. Archivado desde el original el 2-10-2011. Consultado el 19 de marzo de 2008.
- En negrita los equipos que ascendieron.
- El TuS Neuendorf, campeón de las últimas dos temporadas, cambió su nombre por el de TuS Koblenz en 1982.